# Jerzy Toeplitz

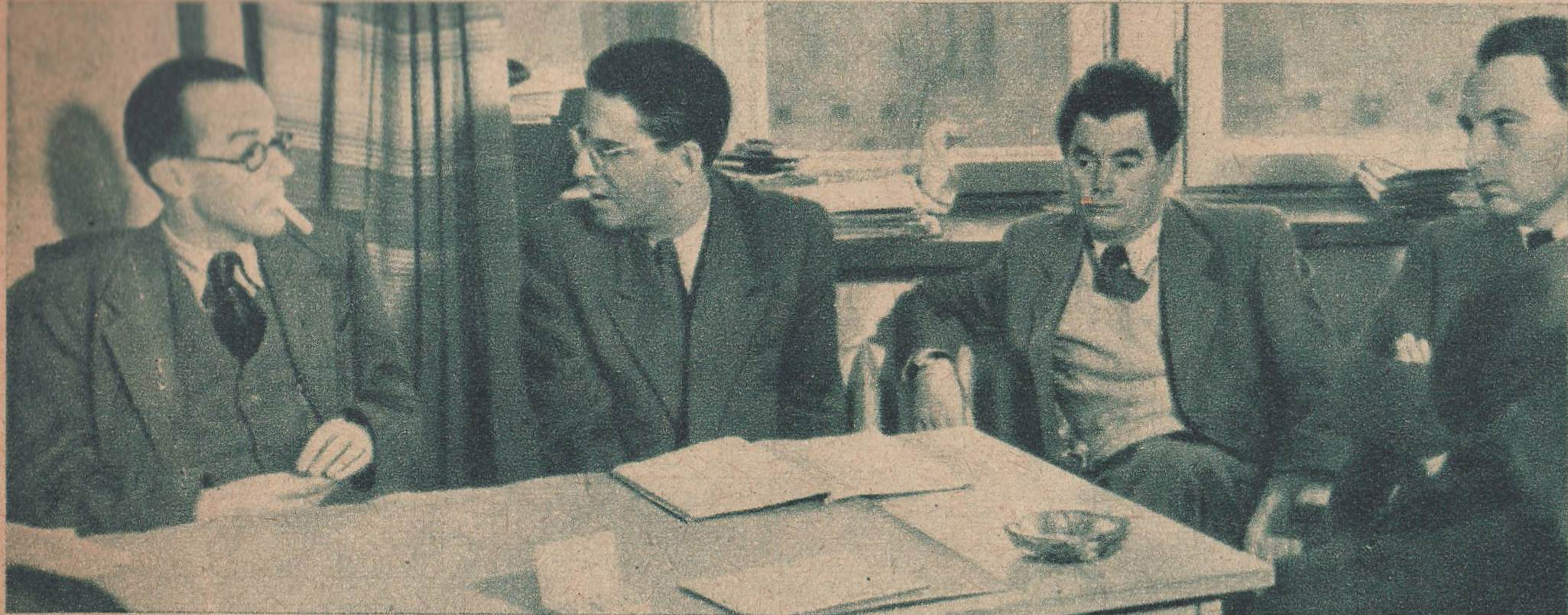
Conferència de la Unió Mundial de Documentalistes el 1948 a Varsòvia: Basil Wright (a l'esquerra), Elmar Klos, Joris Ivens i Jerzy Toeplitz, 1948.

Jerzy Toeplitz AO (Khàrkiv, 24 de novembre de 1909 - Varsòvia, 25 de juliol de 1995) és un historiador del cinema polonès. Fou educat a Varsòvia. Després de la Segona Guerra Mundial va ser cofundador de la Polska Szkoła Filmowa, i més tard va ocupar una càrrec a Austràlia per a l'Escola de Cinema i TV.
Entre el 1948 i el 1972 va ser vicepresident del Consell Internacional de Cinema i Televisió (EUA). El 1959, va ser membre del jurat del 1r Festival Internacional de Cinema de Moscou. Dos anys més tard,va ser membre del jurat al 2n Festival Internacional de Cinema de Moscou.
També va ser autor i va publicar diversos llibres traduïts a molts idiomes. Toeplitz també va ser durant gairebé 30 anys (1948–1971) el president de la Federació Internacional d'Arxius Fílmics (FIAF), on va exercir un paper molt important, en la conjuntura internacional de la Guerra Freda, especialment en una gran crisi de la La història de la FIAF (potser la pitjor), quan Henri Langlois (un dels fundadors de la Cinemathèquè Française) va deixar la FIAF. El treball de Toeplitz va ser un diferencial molt important (propi de la seva generació) perquè era professor de cinema i líder d'un projecte educatiu a la ciutat polonesa de Łódź (una referència al període). Aquesta escola va tenir un impacte decisiu en el cinema modern de Polònia.
El 1985 va ser nomenat oficial honorari de l'Orde d'Austràlia pels seus serveis al cinema australià. El 1986 fou membre del jurat al 36è Festival Internacional de Cinema de Berlín.